# والاس فينتر
والاس فينتر (بالإنجليزية: Wallace Winter)‏ هو لاعب كرة قدم أمريكية أمريكي، ولد في 8 أغسطس 1872 في هدسون في الولايات المتحدة، وتوفي في 10 مايو 1947 في شيكاغو في الولايات المتحدة.